# Cape Mudge Lighthouse
Cape Mudge Lighthouse ist ein Leuchtturm auf Quadra Island in der kanadischen Provinz British Columbia. Es liegt gegenüber von Campbell River (Vancouver Island). Betrieben wird er von der kanadischen Küstenwache. Der Leuchtturm markiert den südlichen Zugang zur Discovery Passage.

## Geschichte
Cape Mudge wurde 1792 durch Captain George Vancouver nach Zachary Mudge benannt, welcher als Offizier auf der HMS Discovery und 1796 auf der HMS Providence in dieser Region diente.
Der Leuchtturm wurde 1898 ursprünglich als zweistöckiges Gebäude aus Holz errichtet, mit einem Leuchtfeuer auf dem Dach. Es diente später als Unterkunft für den Assistenten des Leuchtturmwärters, nachdem der heutige Bau 1916 eröffnet wurde. Dieser besteht aus einem achteckigen weißen Betonturm mit einem roten Dach, welches das Leuchtfeuer und einen Balkon aufnimmt. Der hölzerne Leuchtturm wurde nach 1949 abgerissen.
Von 1936 bis 1985 war das Cape Mudge Lighthouse Teil des British Columbia Shore Station Oceanographic Program. Über einen Zeitraum von 49 Jahren wurden vom Department of Fisheries and Oceans täglich Daten über die Wassertemperatur und den Salzgehalt gesammelt.